# Gran Premio motociclistico di San Marino e della Riviera di Rimini 2018
Il Gran Premio motociclistico di San Marino e della Riviera di Rimini 2018 è stato la tredicesima prova del calendario del motomondiale 2018, dodicesima disputata visto l'annullamento della prova precedente, ventunesima edizione nella storia di questo GP. Nelle tre gare in programma si sono imposti: Andrea Dovizioso in MotoGP, Francesco Bagnaia in Moto2 e Lorenzo Dalla Porta in Moto3.

## MotoGP
L'italiano Andrea Dovizioso ottiene il suo terzo successo stagionale e guadagna contemporaneamente la seconda posizione nella classifica provvisoria di campionato, precedendo sul traguardo il capoclassifica provvisorio, lo spagnolo Marc Márquez, e il pilota britannico Cal Crutchlow. Al terzo posto provvisorio in campionato resta l'italiano Valentino Rossi.

### Arrivati al traguardo
| Pos. | Nº | Pilota             | Squadra                     | Motocicletta       | Giri | Tempo     | Griglia | Punti |
| ---- | -- | ------------------ | --------------------------- | ------------------ | ---- | --------- | ------- | ----- |
| 1º   | 4  | Andrea Dovizioso   | Ducati Team                 | Ducati Desmosedici | 27   | 42'05.426 | 4º      | 25    |
| 2º   | 93 | Marc Márquez       | Repsol Honda                | Honda RC213V       | 27   | +2,822    | 5º      | 20    |
| 3º   | 35 | Cal Crutchlow      | LCR Honda CASTROL           | Honda RC213V       | 27   | +7,269    | 6º      | 16    |
| 4º   | 42 | Álex Rins          | Suzuki Ecstar               | Suzuki GSX-RR      | 27   | +14,687   | 10º     | 13    |
| 5º   | 25 | Maverick Viñales   | Movistar Yamaha             | Yamaha YZR-M1      | 27   | +16,016   | 3º      | 11    |
| 6º   | 26 | Dani Pedrosa       | Repsol Honda                | Honda RC213V       | 27   | +17,408   | 11º     | 10    |
| 7º   | 46 | Valentino Rossi    | Movistar Yamaha             | Yamaha YZR-M1      | 27   | +19,086   | 7º      | 9     |
| 8º   | 29 | Andrea Iannone     | Suzuki Ecstar               | Suzuki GSX-RR      | 27   | +21,804   | 13º     | 8     |
| 9º   | 19 | Álvaro Bautista    | Ángel Nieto Team            | Ducati Desmosedici | 27   | +23,919   | 15º     | 7     |
| 10º  | 5  | Johann Zarco       | Monster Yamaha Tech 3       | Yamaha YZR-M1      | 27   | +27,559   | 9º      | 6     |
| 11º  | 9  | Danilo Petrucci    | Alma Pramac Racing          | Ducati Desmosedici | 27   | +30,698   | 8º      | 5     |
| 12º  | 21 | Franco Morbidelli  | EG 0,0 Marc VDS             | Honda RC213V       | 27   | +32,941   | 12º     | 4     |
| 13º  | 30 | Takaaki Nakagami   | LCR Honda IDEMITSU          | Honda RC213V       | 27   | +33,461   | 19º     | 3     |
| 14º  | 41 | Aleix Espargaró    | Aprilia Racing Team Gresini | Aprilia RS-GP      | 27   | +35,686   | 16º     | 2     |
| 15º  | 51 | Michele Pirro      | Ducati Team                 | Ducati Desmosedici | 27   | +35,812   | 14º     | 1     |
| 16º  | 38 | Bradley Smith      | Red Bull KTM Factory Racing | KTM RC16           | 27   | +46,5     | 17º     |       |
| 17º  | 99 | Jorge Lorenzo      | Ducati Team                 | Ducati Desmosedici | 27   | +46,614   | 1º      |       |
| 18º  | 43 | Jack Miller        | Alma Pramac Racing          | Ducati Desmosedici | 27   | +50,593   | 2º      |       |
| 19º  | 55 | Hafizh Syahrin     | Monster Yamaha Tech 3       | Yamaha YZR-M1      | 27   | +55,168   | 25º     |       |
| 20º  | 17 | Karel Abraham      | Ángel Nieto Team            | Ducati Desmosedici | 27   | +1'02.255 | 24º     |       |
| 21º  | 45 | Scott Redding      | Aprilia Racing Team Gresini | Aprilia RS-GP      | 27   | +1'09.475 | 21º     |       |
| 22º  | 12 | Thomas Lüthi       | EG 0,0 Marc VDS             | Honda RC213V       | 27   | +1'12.608 | 23º     |       |
| 23º  | 23 | Christophe Ponsson | Reale Avintia Raing         | Ducati Desmosedici | 26   | +1 giro   | 26º     |       |

### Ritirati
| Nº | Pilota        | Squadra                     | Motocicletta       | Giri | Griglia |
| -- | ------------- | --------------------------- | ------------------ | ---- | ------- |
| 6  | Stefan Bradl  | HRC Honda Team              | Honda RC213V       | 17   | 18º     |
| 44 | Pol Espargaró | Red Bull KTM Factory Racing | KTM RC16           | 17   | 20º     |
| 10 | Xavier Siméon | Reale Avintia Raing         | Ducati Desmosedici | 2    | 22º     |

## Moto2
L'italiano Francesco Bagnaia ottiene il suo sesto successo della stagione, precedendo il portoghese Miguel Oliveira che lo segue anche nella classifica provvisoria del campionato. Al terzo posto della gara il pilota tedesco Marcel Schrötter che ottiene così il suo primo piazzamento a podio del motomondiale.
Durante la competizione una grave scorrettezza è stata commessa dal pilota italiano Romano Fenati che ha messo in pericolo con il suo comportamento un altro pilota; la direzione di gara gli ha comminato la squalifica dalla gara stessa e la sospensione per i due gran premi successivi e, il giorno successivo, si è registrata anche la risoluzione del contratto che lo legava al suo team.

### Arrivati al traguardo
| Pos. | Nº | Pilota              | Squadra                    | Motocicletta       | Giri | Tempo     | Griglia | Punti |
| ---- | -- | ------------------- | -------------------------- | ------------------ | ---- | --------- | ------- | ----- |
| 1º   | 42 | Francesco Bagnaia   | SKY Racing Team VR46       | Kalex              | 25   | 41'02.106 | 1º      | 25    |
| 2º   | 44 | Miguel Oliveira     | Red Bull KTM Ajo           | KTM                | 25   | +3,108    | 9º      | 20    |
| 3º   | 23 | Marcel Schrötter    | Dynavolt Intact GP         | Kalex              | 25   | +4,094    | 2º      | 16    |
| 4º   | 54 | Mattia Pasini       | Italtrans Racing           | Kalex              | 25   | +6,32     | 3º      | 13    |
| 5º   | 36 | Joan Mir            | EG 0,0 Marc VDS            | Kalex              | 25   | +6,728    | 10º     | 11    |
| 6º   | 7  | Lorenzo Baldassarri | Pons HP40                  | Kalex              | 25   | +9,47     | 13º     | 10    |
| 7º   | 20 | Fabio Quartararo    | + Ego Speed Up Racing      | Speed Up           | 25   | +12,068   | 4º      | 9     |
| 8º   | 41 | Brad Binder         | Red Bull KTM Ajo           | KTM                | 25   | +12,134   | 5º      | 8     |
| 9º   | 9  | Jorge Navarro       | Federal Oil Gresini        | Kalex              | 25   | +17,425   | 6º      | 7     |
| 10º  | 97 | Xavi Vierge         | Dynavolt Intact GP         | Kalex              | 25   | +21,986   | 11º     | 6     |
| 11º  | 24 | Simone Corsi        | Tasca Racing               | Kalex              | 25   | +24,701   | 21º     | 5     |
| 12º  | 87 | Remy Gardner        | Tech 3 Racing              | Tech 3 Mistral 610 | 25   | +25,582   | 19º     | 4     |
| 13º  | 77 | Dominique Aegerter  | Kiefer Racing              | KTM                | 25   | +25,76    | 14º     | 3     |
| 14º  | 5  | Andrea Locatelli    | Italtrans Racing           | Kalex              | 25   | +26,718   | 20º     | 2     |
| 15º  | 2  | Jesko Raffin        | Temporary Lavorint SAG     | Kalex              | 25   | +31,168   | 17º     | 1     |
| 16º  | 16 | Joe Roberts         | NTS RW Racing GP           | NTS                | 25   | +38,707   | 26º     |       |
| 17º  | 4  | Steven Odendaal     | NTS RW Racing GP           | NTS                | 25   | +39,432   | 25º     |       |
| 18º  | 73 | Álex Márquez        | EG 0,0 Marc VDS            | Kalex              | 25   | +39,551   | 8º      |       |
| 19º  | 27 | Iker Lecuona        | Swiss Innovative Investors | KTM                | 25   | +40,436   | 18º     |       |
| 20º  | 64 | Bo Bendsneyder      | Tech 3 Racing              | Tech 3 Mistral 610 | 25   | +41,814   | 23º     |       |
| 21º  | 66 | Niki Tuuli          | Petronas Sprinta Racing    | Kalex              | 25   | +48,043   | 28º     |       |
| 22º  | 89 | Khairul Idham Pawi  | IDEMITSU Honda Team Asia   | Kalex              | 25   | +53,39    | 27º     |       |
| 23º  | 95 | Jules Danilo        | Nashi Argan SAG            | Kalex              | 25   | +1'05.605 | 29º     |       |
| 24º  | 21 | Federico Fuligni    | Tasca Racing               | Kalex              | 25   | +1'16.602 | 30º     |       |
| 25º  | 18 | Xavier Cardelús     | Team Stylobike             | Kalex              | 25   | +1'31.250 | 34º     |       |

### Ritirati
| Nº | Pilota            | Squadra                    | Motocicletta | Giri | Griglia |
| -- | ----------------- | -------------------------- | ------------ | ---- | ------- |
| 40 | Augusto Fernández | Pons HP40                  | Kalex        | 21   | 12º     |
| 62 | Stefano Manzi     | Forward Racing             | Suter MMX2   | 18   | 24º     |
| 45 | Tetsuta Nagashima | IDEMITSU Honda Team Asia   | Kalex        | 15   | 16º     |
| 12 | Sheridan Morais   | Willi Race Racing          | Kalex        | 13   | 33º     |
| 22 | Sam Lowes         | Swiss Innovative Investors | KTM          | 11   | 15º     |
| 10 | Luca Marini       | SKY Racing Team VR46       | Kalex        | 9    | 7º      |
| 52 | Danny Kent        | + Ego Speed Up Racing      | Speed Up     | 1    | 31º     |

### Squalificato
| Nº | Pilota        | Squadra           | Motocicletta | Giri | Griglia |
| -- | ------------- | ----------------- | ------------ | ---- | ------- |
| 13 | Romano Fenati | Marinelli Snipers | Kalex        | 18   | 22º     |

## Moto3
Il pilota italiano Lorenzo Dalla Porta ottiene il suo primo successo nel motomondiale, precedendo sul traguardo l'iberico Jorge Martín che riconquista la testa della classifica provvisoria del campionato, approfittando anche del ritiro del suo maggiore contendente Marco Bezzecchi. Al terzo posto, sia della prova che del campionato, l'altro pilota italiano Fabio Di Giannantonio.

### Arrivati al traguardo
| Pos. | Nº | Pilota                 | Squadra                    | Motocicletta  | Giri | Tempo     | Griglia | Punti |
| ---- | -- | ---------------------- | -------------------------- | ------------- | ---- | --------- | ------- | ----- |
| 1º   | 48 | Lorenzo Dalla Porta    | Leopard Racing             | Honda NSF250R | 23   | 39'38.684 | 8º      | 25    |
| 2º   | 88 | Jorge Martín           | Del Conca Gresini          | Honda NSF250R | 23   | +0,058    | 1º      | 20    |
| 3º   | 21 | Fabio Di Giannantonio  | Del Conca Gresini          | Honda NSF250R | 23   | +0,122    | 4º      | 16    |
| 4º   | 19 | Gabriel Rodrigo        | RBA BOE Skull Rider        | KTM RC 250 GP | 23   | +0,822    | 2º      | 13    |
| 5º   | 84 | Jakub Kornfeil         | Redox PrüstelGP            | KTM RC 250 GP | 23   | +6,553    | 9º      | 11    |
| 6º   | 75 | Albert Arenas          | Ángel Nieto Team           | KTM RC 250 GP | 23   | +6,859    | 13º     | 10    |
| 7º   | 10 | Dennis Foggia          | SKY Racing Team VR46       | KTM RC 250 GP | 23   | +7,315    | 20º     | 9     |
| 8º   | 40 | Darryn Binder          | Red Bull KTM Ajo           | KTM RC 250 GP | 23   | +7,38     | 23º     | 8     |
| 9º   | 16 | Andrea Migno           | Ángel Nieto Team           | KTM RC 250 GP | 23   | +8,608    | 19º     | 7     |
| 10º  | 23 | Niccolò Antonelli      | SIC58 Squadra Corse        | Honda NSF250R | 23   | +8,853    | 15º     | 6     |
| 11º  | 14 | Tony Arbolino          | Marinelli Snipers          | Honda NSF250R | 23   | +10,408   | 12º     | 5     |
| 12º  | 7  | Adam Norrodin          | Petronas Sprinta Racing    | Honda NSF250R | 23   | +10,783   | 14º     | 4     |
| 13º  | 27 | Kaito Toba             | Honda Team Asia            | Honda NSF250R | 23   | +27,817   | 17º     | 3     |
| 14º  | 77 | Vicente Pérez          | Reale Avintia Academy 77   | KTM RC 250 GP | 23   | +27,897   | 27º     | 2     |
| 15º  | 22 | Kazuki Masaki          | RBA BOE Skull Rider        | KTM RC 250 GP | 23   | +28,062   | 22º     | 1     |
| 16º  | 42 | Marcos Ramírez         | Bester Capital Dubai       | KTM RC 250 GP | 23   | +47,155   | 21º     |       |
| 17º  | 81 | Stefano Nepa           | CIP - Green Power          | KTM RC 250 GP | 23   | +34,385   | 29º     |       |
| 18º  | 41 | Nakarin Atiratphuvapat | Honda Team Asia            | Honda NSF250R | 23   | +47,51    | 26º     |       |
| 19º  | 55 | Yari Montella          | SIC58 Squadra Corse        | Honda NSF250R | 23   | +47,577   | 28º     |       |
| 20º  | 3  | Kevin Zannoni          | TM Racing Factory 3570 MTA | TM Racing     | 22   | +1 giro   | 18º     |       |

### Ritirati
| Nº | Pilota          | Squadra                 | Motocicletta  | Giri | Griglia |
| -- | --------------- | ----------------------- | ------------- | ---- | ------- |
| 12 | Marco Bezzecchi | Redox PrüstelGP         | KTM RC 250 GP | 21   | 6º      |
| 24 | Tatsuki Suzuki  | SIC58 Squadra Corse     | Honda NSF250R | 19   | 16º     |
| 17 | John McPhee     | CIP - Green Power       | KTM RC 250 GP | 11   | 25º     |
| 5  | Jaume Masiá     | Bester Capital Dubai    | KTM RC 250 GP | 1    | 11º     |
| 44 | Arón Canet      | Estrella Galicia 0,0    | Honda NSF250R | 1    | 3º      |
| 71 | Ayumu Sasaki    | Petronas Sprinta Racing | Honda NSF250R | 1    | 10º     |
| 33 | Enea Bastianini | Leopard Racing          | Honda NSF250R | 1    | 5º      |
| 8  | Nicolò Bulega   | SKY Racing Team VR46    | KTM RC 250 GP | 1    | 7º      |
| 72 | Alonso López    | Estrella Galicia 0,0    | Honda NSF250R | 1    | 30º     |